# Никола Тъпчилещов
Вижте пояснителната страница за други личности с името Тъпчилещов.
Никола Петков Тъпчилещов е български търговец и общественик.
Роден е на 9 февруари 1817 година в Калофер. Учи в Габровското взаимно училище при Неофит Рилски. През 1838 година се установява в Цариград, където заедно с по-големия си брат Христо Тъпчилещов развива мащабна търговия както в цялата Османска империя, така и в чужбина. Развива активна обществена дейност, подпомагайки просветното движение и усилията за създаване на самостоятелна Българска църква. Настоятел на списание „Любословие“ и на вестник „Век“. Член на Настоятелството при църквата „Св. Стефан“.
Никола Тъпчилещов умира на 15 май 1895 година (според други данни 1893 година) в София.